# Niagara-on-the-Lake
Niagara-on-the-Lake est une ville canadienne située près de l'endroit où le Niagara rencontre le lac Ontario dans la région de Niagara du sud de la province de l'Ontario. Elle est située de l'autre côté de la rivière Niagara de Youngstown, dans l'État de New York.
La ville s'appelle Niagara depuis 1798. Auparavant elle a porté les noms de Butlersburg, West Niagara et Newark.
C'est à Niagara-on-the-Lake que l'Accord entre le Canada et la Communauté européenne relatif au commerce des vins et boissons spiritueuses a été signé le 16 septembre 2003. 

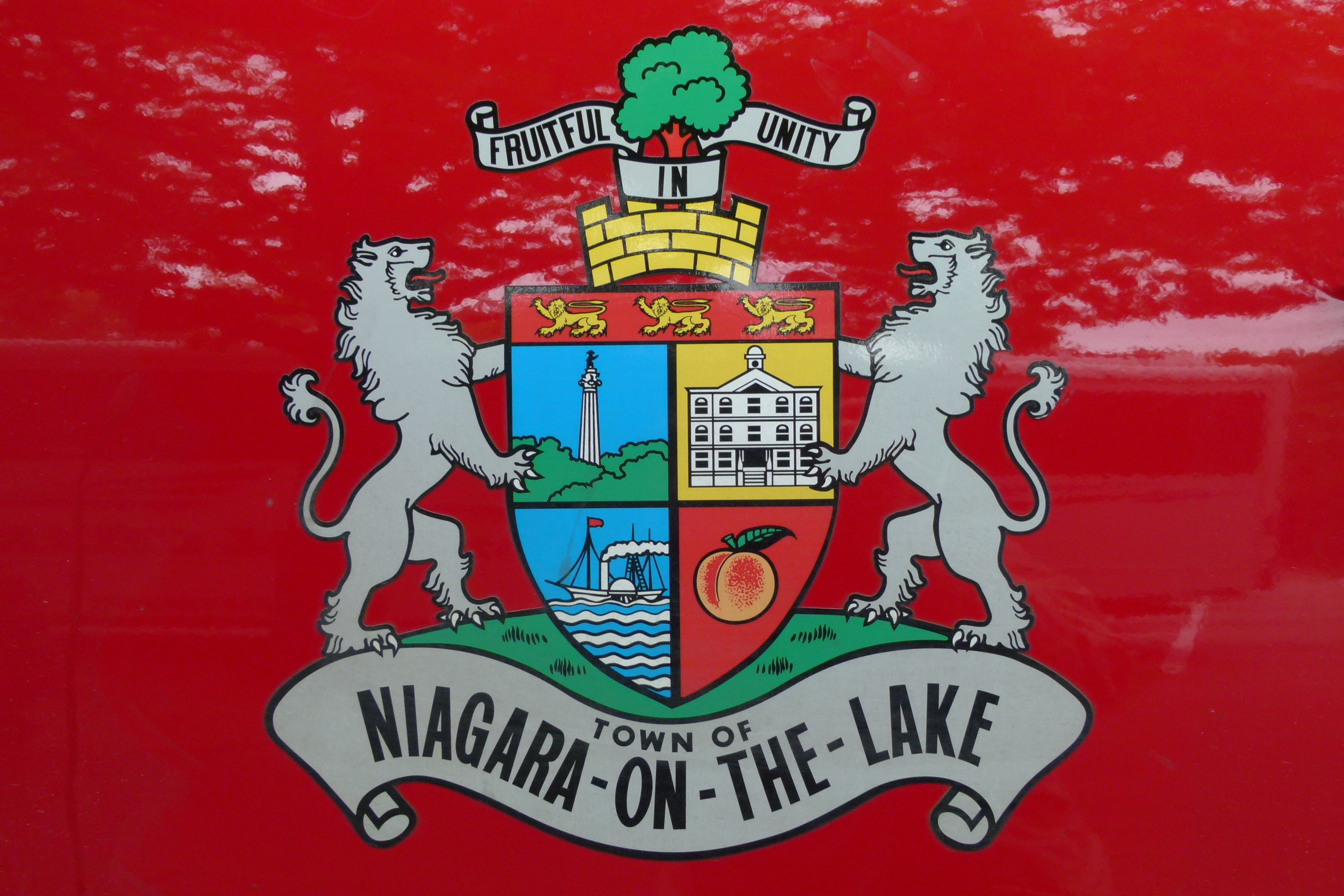

## Démographie
| 2001   | 2006   | 2011   | 2016   |
| ------ | ------ | ------ | ------ |
| 13 839 | 14 587 | 15 400 | 17 511 |